# Mary Barton
Mary Barton è il primo romanzo della scrittrice inglese Elizabeth Gaskell, pubblicato nel 1848. La storia è ambientata a Manchester tra il 1830 e il 1840 e si occupa delle difficoltà incontrate dalle classi inferiori dell'Inghilterra vittoriana.

## Trama
Il romanzo inizia a Manchester, dove vivono due famiglie della classe lavoratrice, i Barton e i Wilson. John Barton ha le sue opinioni sulla distribuzione della ricchezza e le relazioni tra ricchi e poveri. Poco dopo, sua moglie muore, e John rimane solo con la figlia Mary ad affrontare le avversità del mondo circostante. Dopo esser già stato colpito profondamente dalla morte del figlio Tom, dopo la morte della moglie Barton diventa depresso e comincia ad interessarsi alle organizzazioni sindacali.
Mary trova lavoro come sarta e riceve gli affetti dell'onesto Jem Wilson e del ricco Harry Carson. La giovane spera di sposare il secondo e di assicurarsi così una vita confortevole per lei e il padre, ma subito dopo aver rifiutato la proposta di matrimonio di Jem, si accorge che lui è il suo vero amore. Quindi decide di perdere i contatti con Carson e di mostrare i propri sentimenti a Jem.
Nel frattempo Esther, sorella della madre di Mary, ritorna dopo essere fuggita in passato, e esorta John Barton a evitare che la figlia diventi perduta come lei. La donna viene ignorata, e finisce in prigione per un mese per ubriachezza. Al suo rilascio, entra in contatto con Jem con le stesse intenzioni. Quest'ultimo promette di proteggere Mary e affronta Harry Carson sotto gli occhi di un poliziotto di passaggio.
Poco dopo lo stesso Carson viene ucciso, e Jem viene arrestato, visto che la sua pistola viene trovata sul luogo del delitto. 
Esther visita la nipote e la incita a salvare l'uomo che ama. Mary si accorge che l'assassino non è Jem ma il padre, quindi cerca di riscattare l'amico senza coinvolgere l'uomo. La ragazza si dirige a Liverpool e trova la sola persona che può dare un alibi a Jem, suo cugino Will Wilson, con cui ha trascorso la notte dell'omicidio.
Durante il processo, Jem si accorge dell'amore di Mary per lui. Will testimonia a corte e Jem viene dichiarato innocente. Il padre di Mary, distrutto dal rimorso, entra in contatto con John Carson, il padre di Harry, e confessa di essere l'assassino del figlio. Inizialmente Carson vuole vendicarsi, ma in seguito perdona Barton, che muore nelle sue braccia.
Jem decide di andarsene dall'Inghilterra, dove la sua reputazione è danneggiata e sarebbe difficile per lui trovare un nuovo lavoro. Il romanzo finisce con lui e Mary in Canada, ora sposati e con bambini.

## Temi del romanzo
La prima parte del romanzo si occupa principalmente del confronto tra ricchi e poveri. In una serie di vignette nei capitoli iniziali vengono presentate le umili condizioni di vita dei Barton e dei Wilson e il contrastante lusso dei Carson. Un simbolo chiave è l'uso dei cinque scellini: questa è la somma che John Barton riceve per impegnare buona parte dei suoi averi, ma anche gli spiccioli nelle tasche di Henry Carson.
Gaskell descrive l'importanza della madre in una famiglia. Come si vede dal declino delle condizioni fisiche e morali di John Barton dopo la morte della moglie. Questo punto di vista è anche simboleggiato dall'inabilità di Job Leigh di prendersi cura di Margaret. 
La seconda parte del libro si occupa principalmente dell'assassinio. Qui si può osservare che la redenzione religiosa è un altro aspetto fondamentale del romanzo, non da ultimo perché il conseguente rapporto tra i signori Carson e Barton, ma nella rappresentazione di Esther, la tipica "donna caduta" da parte di Elizabeth Gaskell. La sua natura disinteressata, che in diverse occasioni la porta a confessare le sue colpe con la brutale onestà, è un tentativo, insolito per il tempo, della scrittrice di far simpatizzare il lettore con il personaggio di una prostituta.
Infatti, in tutto il romanzo Gaskell sembra riferirsi ai suoi personaggi come fuori del suo controllo, agendo non tanto come  un narratore ma come guida per il lettore. Ciò implica che la scrittrice presenta i personaggi del romanzo non come creazioni fittizie, ma come esempi di persone che occupano il mondo che sia lei che i suoi lettori vivono.

## Edizioni
- Elizabeth Gaskell, Mary Barton, a cura di Francesco Marroni, Roma, Edizioni Croce, ISBN 978-88-6402-276-5.